# Fabrício Bruno
Fabrício Bruno, de son nom complet Fabrício Bruno Soares de Faria, né le 12 février 1996 à Ibirité, est un footballeur international brésilien qui évolue actuellement au poste de défenseur au Cruzeiro EC.

## Biographie

### En club
Il termine sa formation au Cruzeiro EC et signe un premier contrat jusqu'à 2019. il est prêté pour la saison 2017 et après un premier prêt où il joue 40 matchs, son prêt est prolongé pour 2018 au club de Chapecoense,.
De retour à Cruzeiro, il joue une dernière saison en 2019 avec le club de Belo Horizonte, et suite à des retards dans les salaires, les droits à l'image et une poursuite judiciaire, le joueur décide finalement de retirer sa plainte du tribunal de travail et pour rompre son contrat avec Cruzeiro et au début de 2020, libre de tout contrat, il est transféré au Red Bull Bragantino,.
Sa première saison à Bragantino est marquée par le fait qu'il ait joué 100 matches en pro et d'un premier titre, le championnat de football intérieur Paulista. pour sa deuxième saison, il atteint avec Bragantino la finale de la Copa Sudamericana 2021 mais perd en finale face à l'autre club brésilien de Paranaense mais est dans l'équipe type de la Copa Sudamericana 2021.
En février 2022, il signe au CR Flamengo jusqu'en 2025 et après une saison 2023 sans titre, il fait partie des équipes type du championnat de Rio de Janeiro et de la coupe du Brésil,. Au début de la saison 2024, il prolonge jusqu'en 2028 avec Flamengo.

### En sélection
Pour les matchs amicaux de mars 2024, le sélectionneur Dorival Júnior appelle Fabrício Bruno en remplacement de Marquinhos blessé pour les deux matches contre l'Espagne et l'Angleterre et joue 90 minutes face aux deux équipes.

## Statistiques

### En club
| Saison                | Club                  | Championnat           | Championnat | Championnat | Championnat | Coupe(s) nationale(s) | Coupe(s) nationale(s) | Coupe(s) nationale(s) | Supercoupe | Supercoupe | Supercoupe | Compétition(s) continentale(s) | Compétition(s) continentale(s) | Compétition(s) continentale(s) | Compétition(s) continentale(s) | Recopa Sudamericana | Recopa Sudamericana | Recopa Sudamericana | Coupe du monde des clubs | Coupe du monde des clubs | Coupe du monde des clubs | Autres compétitions | Autres compétitions | Autres compétitions | Autres compétitions | Total | Total | Total |
| Saison                | Club                  | Division              | M.          | B.          | P.d.        | M.                    | B.                    | P.d.                  | M.         | B.         | P.d.       | Comp.                          | M.                             | B.                             | P.d.                           | M.                  | B.                  | P.d.                | M.                       | B.                       | P.d.                     | Comp.               | M.                  | B.                  | P.d.                | M.    | B.    | P.d.  |
| 2016                  | Cruzeiro EC           | Série A               | 7           | 1           | 0           | 0                     | 0                     | 0                     | -          | -          | -          | -                              | -                              | -                              | -                              | -                   | -                   | -                   | -                        | -                        | -                        | PL                  | 0                   | 0                   | 0                   | 7     | 1     | 0     |
| 2019                  | Cruzeiro EC           | Série A               | 19          | 0           | 0           | 1                     | 0                     | 0                     | -          | -          | -          | CL                             | 3                              | 0                              | 0                              | -                   | -                   | -                   | -                        | -                        | -                        | CM                  | 3                   | 0                   | 0                   | 26    | 0     | 0     |
| Sous-total            | Sous-total            | Sous-total            | 26          | 1           | 0           | 1                     | 0                     | 0                     | -          | -          | -          | -                              | 3                              | 0                              | 0                              | -                   | -                   | -                   | -                        | -                        | -                        | -                   | 3                   | 0                   | 0                   | 33    | 1     | 0     |
| 2017                  | Chapecoense (prêt)    | Série A               | 25          | 1           | 0           | 1                     | 0                     | 0                     | -          | -          | -          | CL+CS                          | 1+4                            | 0+0                            | 0+0                            | 0                   | 0                   | 0                   | -                        | -                        | -                        | PL+CL               | 1+1                 | 0+0                 | 0+0                 | 33    | 1     | 0     |
| 2018                  | Chapecoense (prêt)    | Série A               | 7           | 0           | 0           | -                     | -                     | -                     | -          | -          | -          | CL                             | 2                              | 0                              | 0                              | -                   | -                   | -                   | -                        | -                        | -                        | -                   | -                   | -                   | -                   | 9     | 0     | 0     |
| Sous-total            | Sous-total            | Sous-total            | 32          | 1           | 0           | 1                     | 0                     | 0                     | -          | -          | -          | -                              | 7                              | 0                              | 0                              | 0                   | 0                   | 0                   | -                        | -                        | -                        | -                   | 2                   | 0                   | 0                   | 42    | 1     | 0     |
| 2020                  | RB Bragantino         | Série A               | 14          | 1           | 0           | 1                     | 0                     | 0                     | -          | -          | -          | -                              | -                              | -                              | -                              | -                   | -                   | -                   | -                        | -                        | -                        | TI+CP               | 1+5                 | 0+0                 | 0+0                 | 21    | 1     | 0     |
| 2021                  | RB Bragantino         | Série A               | 33          | 0           | 1           | 3                     | 0                     | 0                     | -          | -          | -          | CS                             | 13                             | 2                              | 0                              | -                   | -                   | -                   | -                        | -                        | -                        | CP                  | 8                   | 0                   | 0                   | 57    | 2     | 1     |
| 2022                  | RB Bragantino         | Série A               | -           | -           | -           | -                     | -                     | -                     | -          | -          | -          | -                              | -                              | -                              | -                              | -                   | -                   | -                   | -                        | -                        | -                        | CP                  | 4                   | 0                   | 1                   | 4     | 0     | 1     |
| Sous-total            | Sous-total            | Sous-total            | 47          | 1           | 1           | 4                     | 0                     | 0                     | -          | -          | -          | -                              | 13                             | 2                              | 0                              | -                   | -                   | -                   | -                        | -                        | -                        | -                   | 18                  | 0                   | 1                   | 82    | 3     | 2     |
| 2022                  | CR Flamengo           | Série A               | 13          | 2           | 1           | 5                     | 0                     | 0                     | 1          | 0          | 0          | CL                             | 1                              | 0                              | 0                              | -                   | -                   | -                   | -                        | -                        | -                        | CC                  | 8                   | 0                   | 0                   | 28    | 2     | 1     |
| 2023                  | CR Flamengo           | Série A               | 34          | 0           | 1           | 10                    | 0                     | 1                     | 0          | 0          | 0          | CL                             | 7                              | 0                              | 0                              | 2                   | 0                   | 0                   | 2                        | 0                        | 0                        | CC                  | 9                   | 3                   | 0                   | 64    | 3     | 2     |
| 2024                  | CR Flamengo           | Série A               | 16          | 1           | 0           | 4                     | 0                     | 0                     | -          | -          | -          | CL                             | 4                              | 0                              | 0                              | -                   | -                   | -                   | -                        | -                        | -                        | CC                  | 11                  | 0                   | 0                   | 35    | 1     | 0     |
| Sous-total            | Sous-total            | Sous-total            | 63          | 3           | 2           | 19                    | 0                     | 1                     | 1          | 0          | 0          | -                              | 12                             | 0                              | 0                              | 2                   | 0                   | 0                   | 2                        | 0                        | 0                        | -                   | 28                  | 3                   | 0                   | 127   | 6     | 3     |
| Total sur la carrière | Total sur la carrière | Total sur la carrière | 168         | 6           | 3           | 25                    | 0                     | 1                     | 1          | 0          | 0          | -                              | 35                             | 2                              | 0                              | 2                   | 0                   | 0                   | 2                        | 0                        | 0                        | -                   | 51                  | 3                   | 1                   | 284   | 11    | 5     |

### En sélection
| Années                | Sélection             | Phases finales        | Phases finales | Phases finales | Phases finales | Éliminatoires | Éliminatoires | Éliminatoires | Éliminatoires | Amicaux | Amicaux | Amicaux | Total | Total | Total |
| Années                | Sélection             | Comp.                 | M.             | B.             | P.d.           | Comp.         | M.            | B.            | P.d.          | M.      | B.      | P.d.    | M.    | B.    | P.d.  |
| --------------------- | --------------------- | --------------------- | -------------- | -------------- | -------------- | ------------- | ------------- | ------------- | ------------- | ------- | ------- | ------- | ----- | ----- | ----- |
| 2024                  | Brésil                | Copa América 2024     | -              | -              | -              | -             | -             | -             | -             | 2       | 0       | 0       | 2     | 0     | 0     |
| Total sur la carrière | Total sur la carrière | Total sur la carrière | 0              | 0              | 0              | -             | 0             | 0             | 0             | 2       | 0       | 0       | 2     | 0     | 0     |

Le tableau suivant liste les rencontres de l'équipe du Brésil dans lesquelles Fabrício Bruno a été sélectionné depuis le 10 novembre 2017 jusqu'à présent :

## Palmarès

### En club
| Cruzeiro EC (1)                                        | Chapecoense (0)                                                                               | RB Bragantino (0)                             | CR Flamengo (3) |
| ------------------------------------------------------ | --------------------------------------------------------------------------------------------- | --------------------------------------------- | --- |
| - Championnat du Minas Gerais (1) : - Champion en 2019 | - Recopa Sudamericana (0) : - Finaliste en 2017 - Coupe Suruga Bank (0) : - Finaliste en 2017 | - Copa Sudamericana (0) : - Finaliste en 2021 | - Coupe du Brésil (1) : - Vainqueur en 2022 - Finaliste en 2023 - Supercoupe du Brésil (0) : - Finaliste en 2022 et 2023 - Copa Libertadores (1) : - Vainqueur en 2022 - Recopa Sudamericana (0) : - Finaliste en 2023 - Coupe du monde des clubs (0) : - Finaliste en 2022 - Championnat de Rio de Janeiro (1) : - Vainqueur en 2024 - Finaliste en 2023 |